# Мелентьева, Алла Ивановна
Алла Ивановна Мелентьева (род. 5 июля 1933 года) — ткачиха прядильно-ткацкой фабрики имени Ногина Министерства лёгкой промышленности РСФСР, гор. Вичуга Ивановской области. Герой Социалистического Труда.

## Биография
Родилась в 1933 году в селе Алексино Фурмановского района. Русская. Член КПСС с 1962 года. Окончила неполную среднюю школу и школу ФЗО при фабрике им. В. П. Ногина.
С 1948 года работала на фабрике имени Ногина ткачихой. В течение 25 лет трудилась на знаменитом Виноградовском участке с зоной нагрузки, превышающей норму. Одна из первых в области выполнила задание пятилетки — сверх плана наткала 75 тысяч метров добротного малескина.
А. И. Мелентьева выступила инициатором соревнования за досрочное достижение мощности автоматических ткацких станков, в числе первых освоила их. С 1973 года А. И. Мелентьева назначается на должность зам. директора фабрики имени В. П. Ногина по быту, а с 1976 года — зам. директора по воспитательной работе среди молодёжи. В данной должности она проработала 15 лет до выхода на заслуженный отдых.
А. И. Мелентьева активно участвовала в общественной жизни. Комсомольцы избирали её в комитет фабрики. А когда в 1962 году она стала членом КПСС, избиралась в партком предприятия, членом Вичугского ГК КПСС. Шесть раз её избирали депутатом горсовета. В 1966 году избрана депутатом Верховного Совета РСФСР VII созыва.
В 1970 году досрочно выполнил личные социалистические обязательства и производственные задания Восьмой пятилетки (1966—1970). Указом Президиума Верховного Совета СССР от 5 апреля 1971 года «за выдающиеся успехи в досрочном выполнении заданий пятилетнего плана и большой творческий вклад в развитие производства тканей, трикотажа, обуви, швейных изделий и другой продукции легкой промышленности» удостоена звания Героя Социалистического Труда с вручением ордена Ленина и золотой медали «Серп и Молот».
Награждена орденом Ленина, медалью «За доблестный труд в ознаменование 100-летия со дня рождения В. И. Ленина». За большой вклад в развитие родного города Алле Ивановне в 1985 году присвоено звание «Почётный гражданин города Вичуги». В настоящее время на пенсии.

## Награды
- Медаль «Серп и Молот»